# Hermathena eburna
Hermathena eburna is een vlindersoort uit de familie van de prachtvlinders (Riodinidae), onderfamilie Riodininae.
Hermathena eburna werd in 2005 beschreven door Hall, J & Harvey.